# منطقة أورنك آباد (بيهار)

موقع منطقة أورنك آباد في ولاية بيهار

أورنك آباد رمزها «AU» (بالإنجليزية: Aurangabad)‏، هو تقسيم إداري لدولة الهند تتبع ولاية بيهار (بالإنجليزية: Bihar)‏، مركزها هو مدينة أورنك آباد (بالإنجليزية: Aurangabad)‏ عدد سكانها حسب تعداد سنة 2001 هو 2,511,243، مساحتها 3,303 كم² وكثافة السكان 760 لكل كم² .